# Sakuji Jošimura
Sakuji Jošimura (*1. února 1943) je japonský egyptolog. V současné době je ředitelem egyptologického ústavu na univerzitě Waseda v Tokiu. Je prvním prezidentem online vysoké školy spadající pod kybernetickou univerzitu.